# USA 3000 Airlines
USA 3000 Airlines war eine US-amerikanische Fluggesellschaft mit Sitz in Newtown Township, Delaware County, Pennsylvania.

## Geschichte
USA 3000 Airlines wurde im Dezember 2001 durch den Reiseveranstalter Apple Vacations gegründet. Sie bediente von mehreren Flughäfen im Nordosten der USA, darunter beispielsweise Chicago-O’Hare und Cleveland, aus Urlaubsziele in Mexiko und dem Karibikraum. Angeflogen wurden beispielsweise Cancún und Punta Cana. Ab November 2011 stellte Apple Vacations das Reiseangebot auf andere Fluggesellschaften wie Frontier Airlines um. Infolge dieser Umstrukturierung wurde die Schließung der Flugtochter beschlossen, womit letztendlich zum 30. Januar 2012 der noch verbliebene Betrieb planmäßig eingestellt wurde.

## Flotte
Vor dem Rückzug von Apple Vacations standen bis zu zwölf Flugzeuge im Dienst der Airline, zuletzt waren es nur noch zwei vom Typ Airbus A320-200 mit einem Durchschnittsalter von 9,8 Jahren: